# Julius Vuylsteke
Julius Vuylsteke (Gand, 10 novembre 1836 – Gand, 16 gennaio 1903) è stato un politico e scrittore belga fiammingo.

## Biografia
Ha iniziato la sua carriera come avvocato, ma in seguito ha aperto una libreria. Come politico liberale fiammingo, ha fondato l'associazione liberale "t zal wel gaan" e ha svolto un ruolo importante nel Movimento fiammingo. Julius Vuylsteke promosse la cooperazione culturale delle Fiandre con i Paesi Bassi. Divenne presidente dei Willemsfonds e, dopo la sua carriera politica, dedicò la sua attenzione principalmente alla storia delle Fiandre. Nel 1867, fondò il settimanale fiammingo Het Volksbelang, che apparve per la prima volta il 12 gennaio 1867. Nel 1867, Julius De Vigne era uno degli editori insieme a Julius Sabbe, Jozef Van Hoorde e Adolf Hoste.
Julius Vuylsteke scrisse romantiche poesie nazionalistiche fiamminghe, mentre era ancora uno studente, che furono pubblicate in Zwijgende liefde (1860) e Uit het studentenleven en andere gedichten (1868). Nel 1903, dopo la sua morte, i suoi saggi politici e poesie furono pubblicati in Klauwaard en Geus.
Massone, fu membro del Grande Oriente del Belgio.